# Робинсон, Арни
Арни Пол Робинсон младший (англ. Arnie Paul Robinson Jr.; 7 апреля 1948, Сан-Диего, Калифорния — 1 декабря 2020, Сан-Диего, Калифорния) — американский легкоатлет (прыжок в длину), чемпион и призёр летних Олимпийских игр, участник двух Олимпиад.

## Биография
Родился в Сан-Диего в 1948 году. Его мать работала волонтёром в Миссионерской баптистской церкви в Сан-Диего. Он учился в средней школе Сэмюэля Ф. Б. Морса, затем в колледже Сан-Диего Меса и Университете штата Калифорния в Сан-Диего, где он стал чемпионом Национальной ассоциации студенческого спорта (NCAA) по лёгкой атлетике 1970 года в прыжках в длину
В 1971 году он выиграл свой первый титул чемпиона США по лёгкой атлетике на открытом воздухе, выступая за легкоатлетический клуб Сан-Диего. Это позволило ему участвовать в Панамериканских играх 1971 года, где он выиграл золотую медаль. В 1972 году он снова выиграл чемпионат США, на этот раз представляя армию США. Тогда же он квалифицировался в олимпийскую команду, выиграв отборочные соревнования. На летних Олимпийских играх 1972 года в Мюнхене он выиграл бронзовую медаль с результатом 8,03 м, уступив своему соотечественнику Рэнди Уильямсу (8,24 м) и представителю ФРГ Хансу Баумгартнеру (8,18 м). Затем, начиная с 1975 года, Робинсон выигрывал четыре подряд чемпионата США, представляя разные клубы. В 1976 году Робинсон победил Уильямса как на отборочных олимпийских соревнованиях, так и на летних Олимпийских играх 1976 года в Монреале, став олимпийским чемпионом и совершив лучший в карьере прыжок (8,35 м).
С 1982 года он был главным тренером по лёгкой атлетике в колледже Меса. С 2005 года он преподавал физическое воспитание в колледже Меса в Сан-Диего.
В 2000 году Робинсон был избран в Зал славы лёгкой атлетики США. В 1984 году он был внесён в Зал славы «Breitbard» Спортивной ассоциации Сан-Диего, а в 2007 году — в Зал славы лёгкой атлетики Калифорнийского общественного колледжа.
13 апреля 2013 года колледж Сан-Диего Меса назвал своё приглашение в его честь и вручил ему награду.
В начале 2000 года он был серьёзно ранен в автокатастрофе, когда пьяный водитель врезался в его машину. После выздоровления он стал тренером сборной США по лёгкой атлетике по прыжкам в длину на чемпионате мира 2003 года.
Скончался 1 декабря 2020 года от COVID-19 после продолжительной болезни.